# Étienne Baron
Pour les articles homonymes, voir Baron.
Ernest Alexandre Étienne Baron est un homme politique français né le 3 mars 1878 à Lauzerte (Tarn-et-Garonne) et décédé le 28 décembre 1948 à Toulouse. Il est membre du Parti républicain, radical et radical-socialiste. Il est député de Tarn-et-Garonne de 1928 à 1942.

## Biographie
Le père d’Étienne Baron, Jean Baron (1836-1913) négociant en draperie, appartient à une vieille famille bourgeoise et républicaine et participe activement à la vie politique locale : conseiller municipal de Lauzerte (1870-1874 et 1878-1896), adjoint au maire (1878-1892), maire (1896-1904), il est également conseiller général de 1892 à 1904.
Étienne Baron succède à son père dans toutes ces fonctions : adjoint au maire de Lauzerte du 15 mai 1904 au 17 mai 1908, conseiller municipal du 17 mai 1908 au 19 mai 1912 puis du 19 mai 1945 au 26 octobre 1947, maire du 27 octobre 1912 au 2 janvier 1942, et enfin conseiller général de 1913 jusqu'à la seconde guerre mondiale.
Il fait ses études au lycée d'Agen, où il côtoie le futur ministre de la IIIe République Anatole de Monzie. Il commence, à Toulouse, des études de droit avant de regagner Lauzerte afin d'aider son père dans son commerce. Il ne part que lors la guerre de 1914-1918 (au cours de laquelle il est promu lieutenant) puis, en 1928, lors de son élection à la Chambre des députés.
Il est élu député aux élections des 22 et 29 avril 1928 par 5827 électeurs de la circonscription de Moissac sur 11553 votants - au détriment de l'ancien député et ancien maire de Moissac Raymond Salers. Dans sa profession de foi, Baron se déclare républicain et laïque convaincu, libéral impénitent, adversaire résolu de la réaction et partisan passionné de la paix. Il se dit « soldat discipliné » du programme du parti radical et radical-socialiste. Il est réélu dès le premier tour de scrutin aux élections générales du 1er mai 1932. Il est à nouveau réélu aux élections des 26 avril et 3 mai 1936, au second tour, à la suite du désistement en sa faveur du candidat communiste en vertu de l'accord au sein du Front populaire.
A la Chambre, il s'intéresse surtout à la défense de la viticulture, aux transports, à la réparation des dommages liés aux intempéries, au petit commerce et à l'enseignement de la gymnastique dans les collèges. Assidu en commission et en séance publique et se voit attribuer la tâche de « boîtier » du groupe radical (fonction consistant à voter pour l'ensemble du groupe en lieu et place des députés absents).
La fin de sa carrière politique est marquée par son vote en faveur de la remise des pleins pouvoirs au Maréchal Pétain le 10 juillet 1940.
En janvier 1942, il est démis de son mandat de maire de Lauzerte par le préfet de Tarn-et-Garonne, à la suite d'un conflit lié à ses activités commerciales. L'ensemble du Conseil municipal démissionne par solidarité, la commune de Lauzerte devant dès lors être administrée par une délégation spéciale.
Après la Libération, Etienne Baron ne retrouve pas de mandat parlementaire et rejette l'alliance avec les communistes. S'il est élu à nouveau conseiller municipal de Lauzerte sur une liste qui n'obtient pas la majorité des sièges, le Jury d'honneur (devant lequel a comparu une grande partie des parlementaires qui avaient voté les pleins pouvoirs en 1940) est chargé de se prononcer sur son inéligibilité et le contraint, par décision du 23 juin 1945, à ne plus siéger au sein de l'Assemblée locale.

### Sources
- « Étienne Baron », dans le Dictionnaire des parlementaires français (1889-1940), sous la direction de Jean Jolly, PUF, 1960 [détail de l’édition]